# Caergwrle
Caergwrle is een plaats in Wales, in het bestuurlijke graafschap Flintshire en in het ceremoniële behouden graafschap Clwyd. De plaats ligt aan de rivier Alyn en telt 1.650 inwoners.